# Rupture sino-albanaise

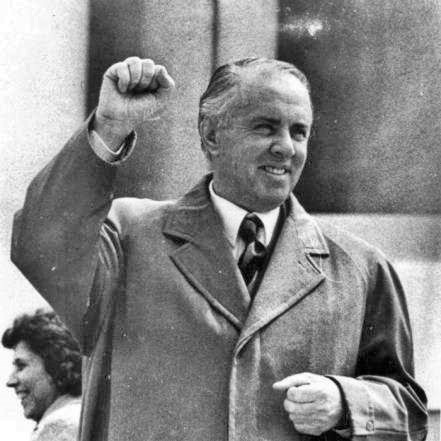
Enver Hoxha en 1971.

La rupture sino-albanaise désigne, à la fin des années 1970, la rupture politique et idéologique entre la république populaire de Chine et la république populaire socialiste d'Albanie.

## Historique

### Années 1960: rapprochement
Lors de la rupture sino-soviétique, le Parti du travail d'Albanie est le seul parti communiste d’Europe de l’Est à condamner la déstalinisation et le « révisionnisme » de Khrouchtchev, en s’alignant sur les positions « anti-révisionnistes » chinoises. Ce choix s'explique par le rapprochement récent entre Josip Broz Tito et Moscou dans lequel le président albanais Enver Hoxha craignait de perdre son influence régionale au profit de la Yougoslavie.
Lors du XXIIe congrès du Parti communiste de l'Union soviétique d'octobre 1961, l'Albanie n'est pas invitée à participer. En décembre 1961, l’Albanie se retire de l’aide économique soviétique. La Chine de Mao Zedong prend alors le relais de l’Union soviétique en fournissant des aides financières et des conseillers techniques à l’Albanie. L’Albanie est ainsi l’unique allié de la Chine en Europe et son soutien le plus ferme au sein du mouvement communiste international. Une purge contre les Soviétiques résidant en Albanie a alors lieu en représailles à plusieurs tentatives de destabilisation du bloc soviétique. L'Albanie étant un tout petit pays, presque méconnu des Chinois, et la langue albanaise étant inconnue dans les universités chinoises, les langues de la diplomatie et de la coopération utilisées par les Chinois pour communiquer avec les Albanais sont l'anglais, le français, et l'italien. Le russe est exclu, même si des Albanais l'avaient appris avant 1960 et la rupture avec Moscou. À partir de 1960, des étudiants albanais partent étudier en Chine, certains pour apprendre le chinois, tandis qu'en Albanie, dans les universités de Tirana et de Durrës, le chinois est enseigné à des étudiants dans le cadre de la coopération entre la Chine et l'Albanie. Cependant, les Albanais qui savent parler le Chinois restent peu nombreux : en 1978, il n'y avait qu'une cinquantaine d'Albanais qui savaient parler couramment le chinois en Albanie, et quelques centaines d'autres qui avaient des notions de la langue, souvent très partielles, tous des anciens étudiants depuis 1960. Entre 1960, et 1978, de nombreux Chinois vont travailler en Albanie, mais les contacts avec les Albanais sont limités à cause de la barrière de la langue, de nombreux Chinois ne parlant que leur langue. En revanche, l'élite des cadres chinois en Albanie savait surtout parler anglais ou français, et quelques cadres chinois savaient parler l'italien, appris à l'université. Pour les Albanais, communiquer était tout autant difficile, la plupart des Albanais ne parlant qu'albanais. Pour communiquer, les Albanais qui savaient parler anglais, français, ou italien, devaient trouver des Chinois qui savaient parler l'une de ces langues.       
Le 20 août 1968, à la suite de l'invasion de la Tchécoslovaquie par le pacte de Varsovie, la Chine publie un communiqué à l'attention de l'Albanie pour affirmer son soutien armé en cas d'agression. Vers la fin des années 1960, des rumeurs circulent sur l'intention de la Chine d'installer ses fusées sur le territoire albanais.

### Début des années 1970: stagnation des relations sino-albanaises
Les relations sino-albanaises commencent cependant à stagner dès le début des années 1970. À partir de cette époque, la Chine tente de sortir de son isolement international en cherchant à développer ses relations diplomatiques avec les autres pays. En ce sens, elle entame une politique de rapprochement avec la Yougoslavie de Tito et avec les États-Unis (diplomatie du ping-pong), ce qui irrite fortement l’Albanie. Les médias albanais s'abstiennent ainsi de relater la visite de Richard Nixon en Chine en 1972.
Pour compenser le déclin de son alliance avec la Chine, l’Albanie tente de diversifier ses relations internationales. Elle entreprend des accords économiques avec des pays d’Europe occidentale (France, Italie) ainsi qu’avec certains pays d’Afrique. En outre, elle normalise ses relations avec la Grèce et la Yougoslavie. Toutefois, l’Albanie demeure un soutien fort de la Chine (parrainage de la résolution 2758 à l’ONU permettant à la république populaire de Chine de remplacer Taïwan au sein des Nations unies) et l’ouverture relative du régime d’Enver Hoxha à l’international reste très limitée comme l'atteste sa non-participation à la Conférence sur la sécurité et la coopération en Europe (l’Albanie est, avec la principauté d'Andorre, le seul État européen à ne pas participer à cette conférence).

### Fin des années 1970: rupture
La mort de Mao Zedong en 1976 accélère la rupture. Les nouveaux dirigeants chinois proclament officiellement la fin de la révolution culturelle et s’orientent vers un abandon du maoïsme. Les tensions s’accroissent entre la Chine, qui s’engage dans une politique d’ouverture et de réformes économiques progressives, et l’Albanie, qui demeure attachée à un marxisme-léninisme « anti-révisionniste »  et au stalinisme.
En 1977, Enver Hoxha dénonce la nouvelle direction chinoise et condamne la théorie des trois mondes. En réponse le dirigeant yougoslave Tito, perçu comme un adversaire par l’Albanie, est officiellement invité en Chine. Enfin, en 1978, la Chine décide d’annuler ses programmes d’aide à destination de l’Albanie. La rupture sino-albanaise est alors consommée. À l'époque, cette rupture passe presque inaperçue en Chine, ou l'Albanie est vue comme un tout petit pays, à la superficie presque équivalente à l'ile Chinoise de Hainan.  
Dès lors isolée et privée d’aide économique, l’Albanie choisit d’élargir ses relations internationales avec les pays d’Europe occidentale. Les résultats de cette ouverture sont cependant très modestes en raison du faible poids géopolitique de l’Albanie. Le régime d'Enver Hoxha opte alors pour une politique d'« auto-suffisance » pour son développement économique : « Nous mangerons de l'herbe s'il le faut, mais nous ne trahirons pas les principes du marxisme-léninisme ».

## Conséquences idéologiques
Si elle n’a que peu d’importance sur le plan diplomatique, la rupture sino-albanaise ébranle en revanche les partis et organisations d'extrême gauche « anti-révisionnistes » qui s’étaient détachés des partis communistes liés à Moscou après la rupture sino-soviétique et avaient opté pour le maoïsme.
L'extrême-gauche pro-chinoise se fractionne entre les pro-chinois, qui restent fidèles à Pékin, et le courant pro-albanais, qui reprend les accusations d'Enver Hoxha à l’encontre de la Chine, rejette la théorie des trois mondes et adopte la république populaire socialiste d’Albanie comme nouvelle référence. Le courant pro-albanais sera parfois qualifié d’hoxhaïste (ou hodjadiste).